# Takita Choin

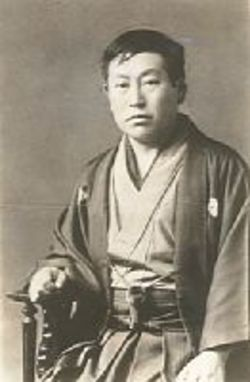
Takita Choin

Takita Choin (japanisch 瀧田 樗陰, wirklicher Name Takita Tetsutarō (瀧田 哲太郎); geb. 28. Juni 1882 im Landkreis Süd-Akita (heute Stadt Akita), Präfektur Akita; gest. 27. Oktober 1925) war in den 1920er Jahren der Herausgeber des japanischen Monatsmagazins Chūōkōron.

## Leben und Werk
Takita Choin besuchte in Sendai die „2. Oberschule alter Art“ (旧制第二高等学校, Kyūsei daini kōtō gakkō) und setzte dann sein Studium an der Universität Tōkyō fort. Schon als Student schloss er sich dem Stabs des Chūōkōron an, das damals noch ein obskures Monatsmagazin war. Er übersetzte für die Spalte des Magazins „Neues aus dem Ausland“ Artikel aus ausländischen Zeitschriften oder sonstigen Quellen.
Bald nachdem Takita 1912 die Herausgeberschaft übernommen hatte, gewann er Schriftsteller wie Izumi Kyōka, Tayama Katai, Kunikida Doppo, dann auch Tokutomi Sohō, Natsume Sōseki, Tokuda Shūsei, Shimazaki Tōson, Yoshino Sakuzō zur Mitarbeit. So entwickelte sich Chūōkōro zu einem Magazin, das durch seinen breiter werdenden Inhalt ein immer größere Leserschaft anzog.
Weiter konnte Takita, angefangen mit Yoshino Sakuzō von der Juristischen Fakultät der Universität Tōkyō, auch Demokraten für Leitartikel gewinnen, so dass sich das Magazin zum Sprachrohr der Taishō-Demokratie entwickelte.
Takita starb im Alter von nur 42 Jahren. Sein Nachfolger wurde Shimanaka Yūsaku (1887–1949).